# Kasyapa (boeddhisme)
Kasyapa (Kãshyapa) is binnen het Boeddhisme een van de drie Boeddha's van de drie tijden. Kasyapa staat voor de Boeddha's van het verleden.
Kasyapa is ook bekend als Kāśyapa in het Sanskriet. Zijn biografie is beschreven in hoofdstuk 24 van de Boeddhavamsa, een van de boeken van de Pali-canon.
Volgens het Theravada-boeddhisme is Kasyapa de 27e van alle Boeddha's, en de derde van de vijf Boeddha's van het huidige Eon.
De huidige kalpa (tijdperk) wordt een mahabhadrakalpa genoemd, een groot, veelbelovend Eon. De vijf Boeddha's van dit tijdperk zijn:
1. Kakusandha
2. Koṇāgamana
3. Kasyapa
4. Gautama Boeddha
5. Maitreya

## Levensbeschrijving

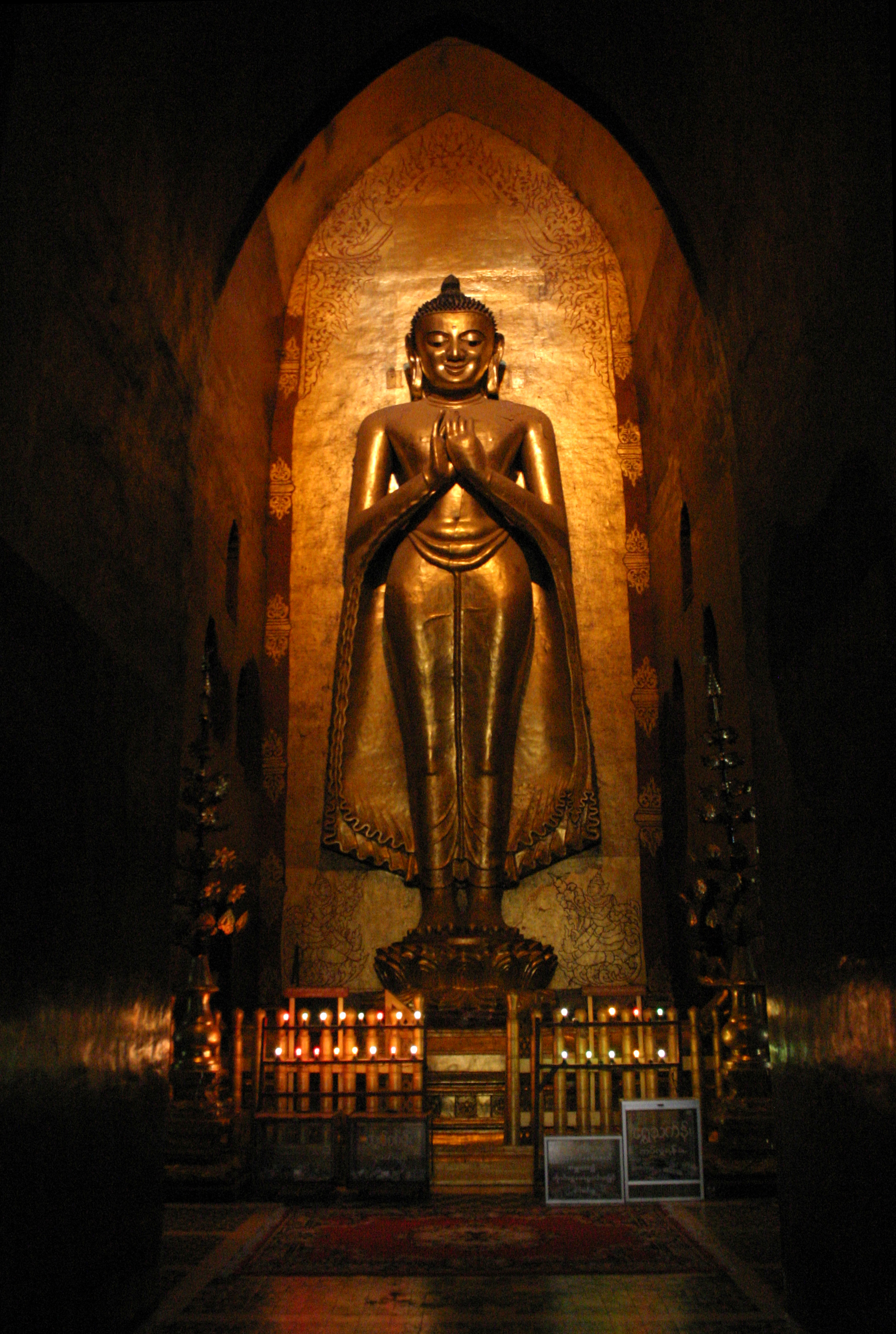
Beeld van Kasyapa in de Ananda-tempel, Myanmar

Kasyapa werd geboren in Isipatana Deer Park. Deze plek ligt in Benares, een stad in het huidige Uttar Pradesh in het noorden van India. Zijn ouders waren de Brahmanen Brahmadatta en Dhanavatī.
Volgens de legende was zijn lichaam 20 cubits hoog, hij leefde 2000 jaar in drie verschillende paleizen. Zijn belangrijkste vrouw was Sunandā, die hem een zoon schonk met de naam Vijitasena.
Hij praktiseerde soberheid gedurende een periode van slechts 7 dagen. Vlak voor het bereiken van verlichting accepteerde hij een maaltijd rijstepap van zijn vrouw. Zijn bodhi-boom (waaronder hij verlichting bereikte) was een vijgenboom, en hij hield zijn eerste preek in Isipatana voor een verzameling van Bhikkhu monniken die samen met hem afstand hadden gedaan van de wereld.
Kasyapa volbracht het dubbele mirakel aan de voet van een Pterocarpus nabij Sundarnagar. Hij hield slechts één bijeenkomst met zijn volgelingen; tot zijn beroemdste bekeringen behoorde die van Nāradeva, een Yaksha. Zijn belangrijkste volgelingen onder de monniken waren Tissa  Bhāradvāja, onder de nonnen Anulā en Uruvelā.
Kasyapa overleed op de leeftijd van 40.000 jaar, in de stad Benares.

## De stoepa van Kasyapa Boeddha
Voor het bewaren van zijn relieken werd een stoepa gebouwd, met de hoogte van een leuga (2200 meter). Elke steen hiervan heeft een waarde van één crore (tien miljoen) Indiase roepie.
Upavāna werd de goddelijke bewaker van de stoepa. Zijn volgeling Alāta offerde āneja-bloemen en werd beloond met een gelukkige wedergeboorte. De reden van de gouden gelaatskleur van Mahakasyapa was zijn gift van een gouden baksteen voor de bouw van de schrijn.